# Parque Transfronteiriço do Grande Limpopo

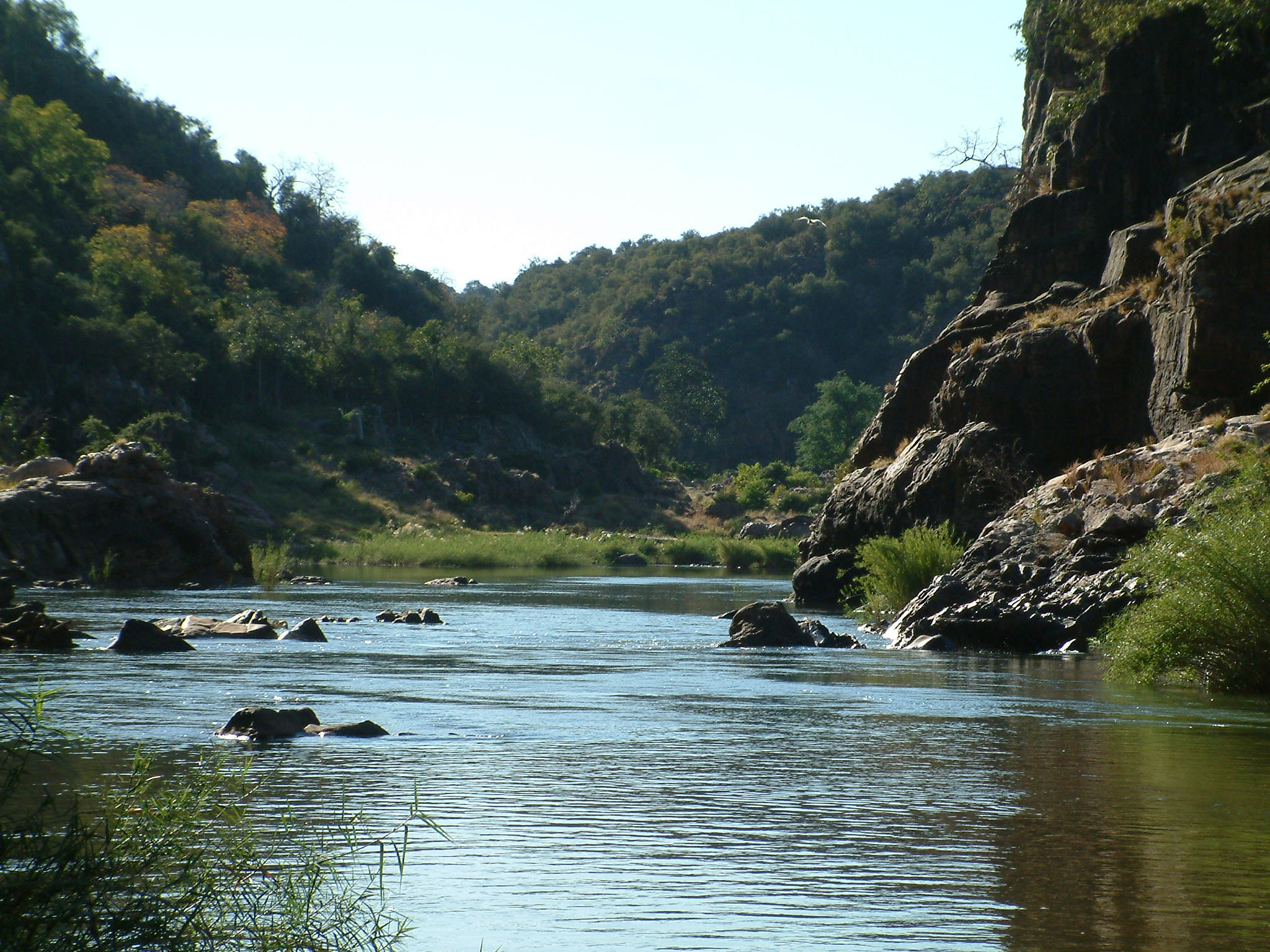
Rio Luvuvhu, na região de Makuleke na África do Sul

O Parque Transfronteiriço do Grande Limpopo é uma área de conservação transnacional, com uma área de 35.000 km² formada pela junção do Parque Nacional do Limpopo, em Moçambique, com o Parque Nacional Kruger, na África do Sul e o Parque Nacional Gonarezhou, no Zimbabwe.
O acordo para a criação do parque foi assinado a 10 de Novembro de 2000 pelos presidentes da África do Sul, Thabo Mbeki, de Mozambique, Joaquim Chissano e do Zimbabwe, Robert Mugabe.
O novo posto fronteiriço de Giriyondo, entre a África do Sul e Moçambique começou a operar em Março de 2004.